# Heliocheilus ionola
Heliocheilus ionola là một loài bướm đêm thuộc họ Noctuidae. Nó được tìm thấy ở Lãnh thổ Thủ đô Úc, New South Wales, Bắc Úc, Queensland, và Tây Úc.